# Chapelle de Walcourt
La chapelle de Walcourt est un ancien édifice religieux catholique du XVIIe siècle sis à Givet, en France. Reconstruite à la fin du XVIIIe siècle elle fut utilisée comme lieu de culte catholique, puis orthodoxe et protestant.

## Description
La chapelle est de forme carrée à l'extérieur, et comporte une pièce unique circulaire à l'intérieur. L'édifice à l'origine comportait des ouvertures sur les côtés permettant l'organisation de grands rassemblements. La composition axiale est symétrique avec des motifs de la rotonde et des niches en exèdres. Le parement est en pierre bleue de Givet.

## Localisation
La chapelle se trouve à la sortie de Givet, sur la route qui conduit à Philippeville, en Belgique, dans le département français des Ardennes.

## Historique
La chapelle dont le nom de l'architecte est inconnu, a été construite entre 1602 et 1604. Elle est dédiée à Notre-Dame de Walcourt, vénérée dans la basilique Saint-Materne, à Walcourt en Belgique. 
Complètement détruite en 1781, elle est reconstruite au même emplacement par l'industriel - et maire de la ville de Givet - Toupet des Vignes. La chapelle est alors bénie par l'abbé Holdrinet en septembre 1784. En 1796, la chapelle est mise en vente comme 'bien national' ainsi que le calvaire construit à proximité dans les années 1760. Cependant l'acheteur, un certain « Joseph », faisant défaut la chapelle redevient propriété de l’église Saint-Hilaire. 
En 1815, à la suite de la défaite de Napoléon à Waterloo, la chapelle est utilisée deux ans comme lieu de culte orthodoxe par les troupes russes. En 1818, elle est d'abord rendue au culte catholique, puis au culte protestant pendant l’occupation allemande de la Première Guerre mondiale. 
Les alentours furent lieux de sépulture lors de la Première Guerre mondiale. Les tombes ont été ensuite déplacées. Il ne reste du cimetière que les deux piliers d'entrée. À partir de 1918 la chapelle est abandonnée, et n'est plus utilisée pour le culte.
L'édifice est classé au titre des monuments historiques en 1984 et une restauration complète en est faite en 2007-2008.

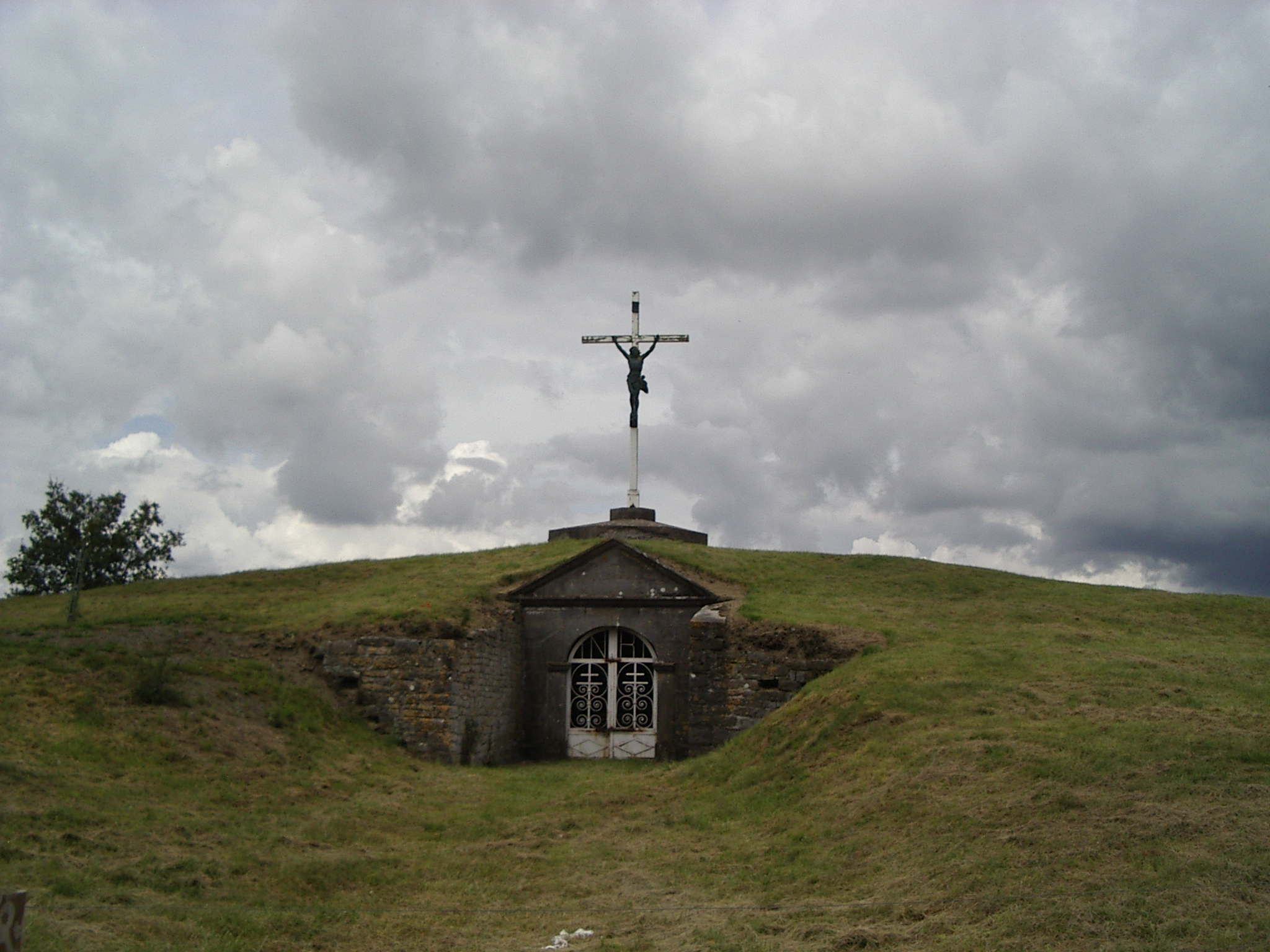
Le calvaire,
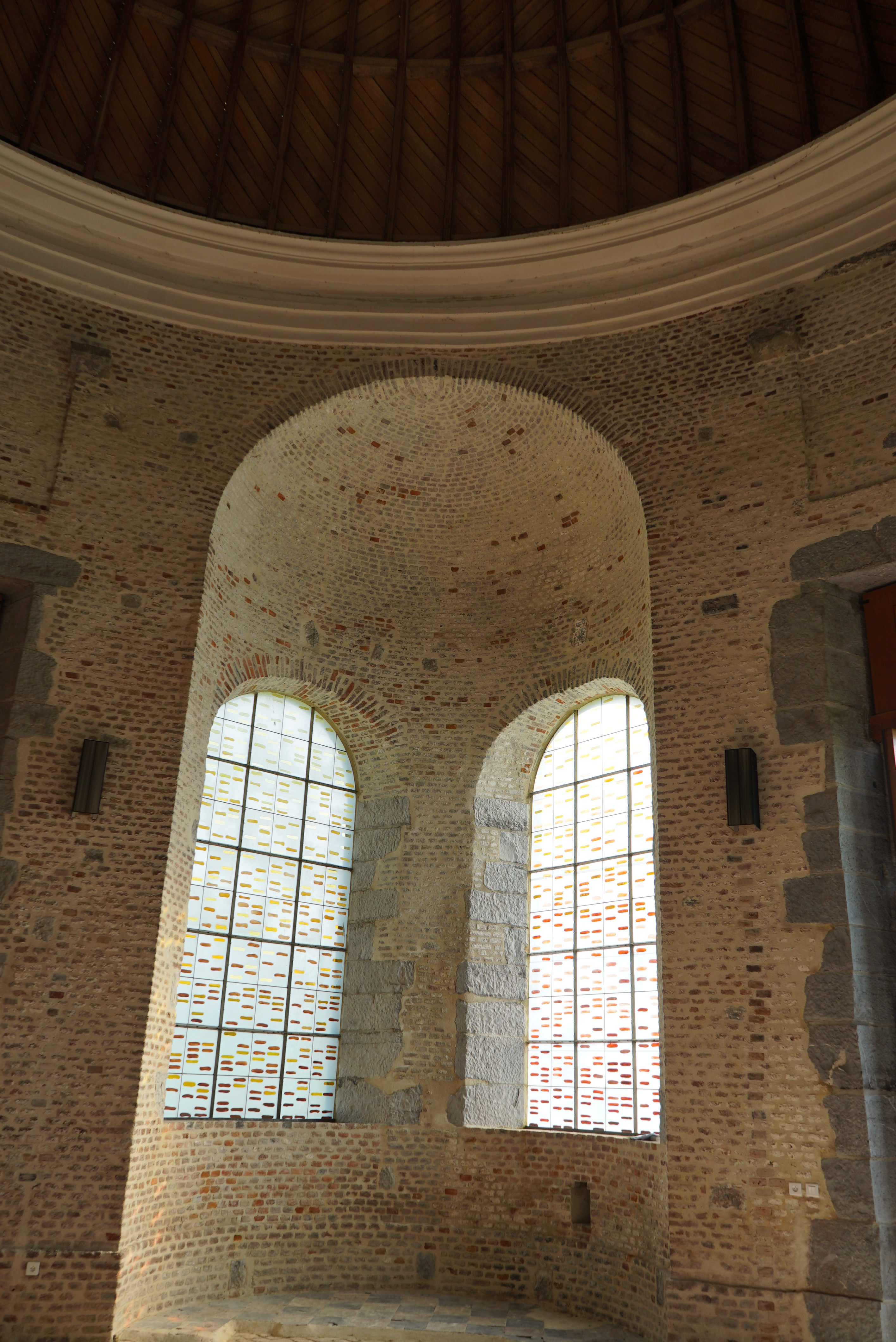
des vitraux,
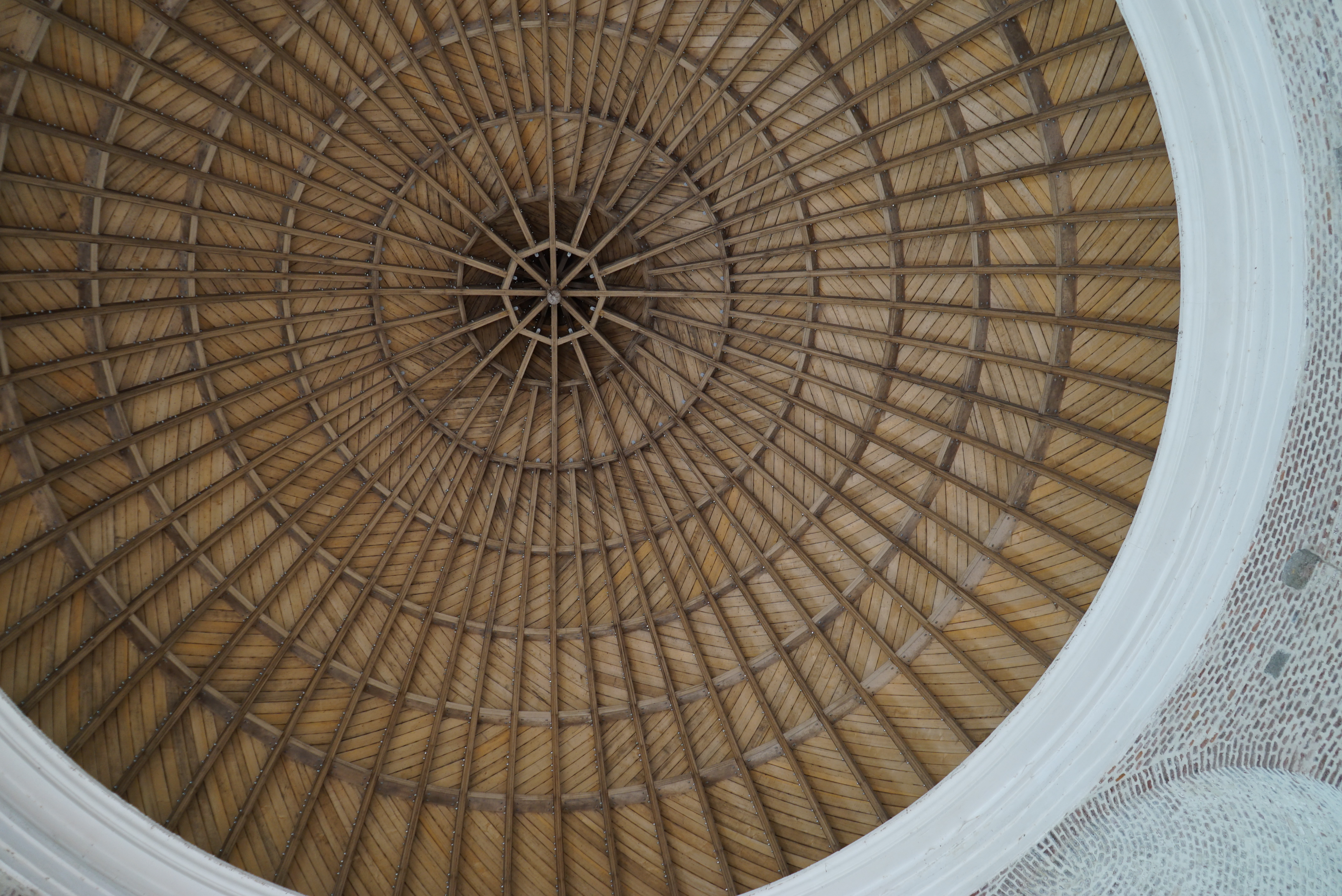
et sa toiture.